# 自由萬歲 (1946年電影)
《自由萬歲》（韓語：자유만세），為1946年韓國戰爭電影，於1946年10月21日上映，片長80分鐘，由崔寅奎執導，高麗電影協會出品及製作，高麗電影公司發行，全昌根、劉桂仙、黃麗姬主演，本片是韓國光復後第一部電影，並動員當時韓國電影界最具代表性的人物參加拍攝，同時本片亦是導演崔寅奎的代表作，由於韓戰的關係，現今在韓國只剩下僅51分鐘的拷貝保存。

## 劇情
故事講述1945年8月的京城，韓國獨立運動人士崔漢鐘在獄中預感到光復近在眼前，於是就和囚犯昌根一起越獄逃跑，但是昌根在越獄途中被守衛射殺，最後只有崔漢鐘成功越獄，之後，崔漢鐘在日本警察的追捕下，躲進同伴的家裏。其後在同伴的介紹下，得到在醫院工作的護士惠子的治療。在養傷這段期間，兩人互生情愫，但是由於他投身獨立運動，是不能讓他在家中久留的。某天，在日本警察逐家逐戶的搜查中，兩人被發現，於是一場不可避免的戰鬥展開了，在追兵和槍彈中奔跑的他九死一生，但是在追捕的過程中，他打退了所有日本警察並再次負傷，最終傷勢過重而死。

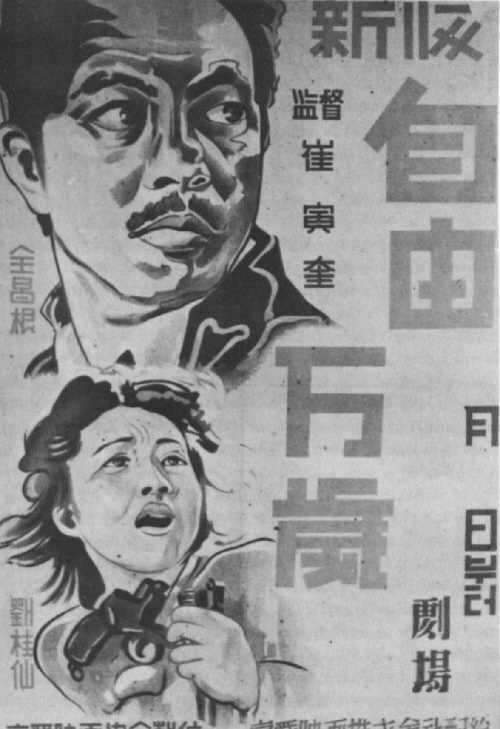
自由萬歲電影海報2

崔漢鐘死後翌日，韓國就光復了。

## 演員陣容
- 全昌根（朝鲜语：전창근 (영화 감독)） 飾 崔漢鐘
- 劉桂仙 飾 美　香
- 黃麗姬 飾 惠　子
- 金勝鎬（朝鲜语：김승호） 飾 朴
- 卜惠淑（朝鲜语：복혜숙）
- 韓銀珍（朝鲜语：한은진）
- 河燕南
- 尹逢春（朝鲜语：윤봉춘）
- 姜桂植
- 田澤二

## 外部連結
- 互联网电影数据库（IMDb）上《自由萬歲》的资料（英文）
- 韩国电影数据库（KMDb）上《自由萬歲》的資料